# حمض الفانيليك
حمض الفانيليك (4-هيدروكسي-3-ميثوكسي حمض البنزويك) هو مشتق حمض ثنائي هيدروكسي البنزويك يستخدم كعامل مُنكّه.  هو شكل مؤكسد من الفانيلين.  كما أنه وسيط في إنتاج الفانيلين من حمض الفريوليك.

## الوجود في الطبيعة
توجد أعلى كمية معروفة من حمض الفانيليك في النباتات في جذر حشيشة الملاك الصينية، وهي إحدى أنواع الأعشاب، موطنها الأصلي في الصين، وكانت مستخدمة في الطب الصيني التقليدي. ويوجد في النبات الطبي الجنسنغ.

### الوجود في الطعام
إن زيت الآساي المستخرج من فاكهة نخل الآساي، غني بحمض الفانيليك (1,616 ± 94 مغ/كغ).
كما يشكل حمض الفانيليك أحد الفينولات الطبيعية الرئيسية في زيت أركان.
كما يوجد في النبيذ والخل.

## الاستقلاب
يُعد حمض الفانيليك أحد مستقلبات الكاتيشينات الرئيسية الموجودة عند البشر بعد استهلاك منقوع الشاي الأخضر.